# Клинические исследования глюкозамина и хондроитина
В целях изучения гликозаминогликанов, в частности глюкозамина и хондроитина для лечения артрита, было проведено множество исследований. Эти соединения обычно продаются в виде пищевых добавок, также делается множество осторожных заявлений об их пользе для здоровья, особенно для стареющего населения. Поскольку глюкозамин — предшественник гликозаминогликанов, которые являются основными компонентами хрящевой ткани, то включение глюкозамина в пищу может питать суставы, тем самым облегчая симптомы артрита. Авторитетные мнения о реальной терапевтической ценности этих соединений весьма неоднозначны.
Некоторые доказательства эффективности глюкозамина оспариваются. Например, обзор всех известных исследований глюкозаминовых добавок для лошадей, проведённый в 2008—2009 годах, показал, что почти все исследования не соответствовали общепринятым стандартам и были изначально скомпрометированы базовыми ошибками в проведении, включая неспособность проверить, соответствуют ли активные ингредиенты заявленным, отсутствие адекватных (или вообще каких-либо) контрольных групп или исходных измерений, очень малый размер выборки, игнорирование предыдущих исследований или очевидные упущения. Авторы выделили предвзятость подтверждения как существенную проблему в таких исследованиях, поскольку из них проводилось производителями на продуктах, уже выпускаемых на коммерческой основе, для подтверждений заявлений о преимуществах, которые могли бы использоваться для продвижения продукта на рынке. Недавно в других обзорах было найдено ограниченное количество подтверждений того, что добавки с глюкозамином и хондроитином лучше плацебо или в большинстве случаев лишь незначительно лучше.
Глюкозамина сульфат может быть эффективен в тех случаях, когда неэффективен глюкозамина гидрохлорид. Международное общество по изучению остеоартрита (Osteoarthritis Research Society International, OARSI) советует больным артритом прекратить терапию глюкозамином, если они не замечают пользы в течение шести месяцев, а Национальный институт клинических исследований (National Institute for Health and Care Excellence, NICE) больше не рекомендует его использование. Несмотря на сложности с определением эффективности глюкозамина, он остаётся жизнеспособным средством лечения. Аналогичные исследования были проведены и с хондроитином.

## История исследований
Клинические исследования середины 1990-х годов, в которых были получены положительные результаты, свидетельствующие об эффективности глюкозамина, впоследствии были признаны некачественными из-за недостатков их методов, включая малый размер, короткую продолжительность, плохой анализ отсева и нечёткие процедуры ослепления. В то же время несколько независимых исследований не выявили никакой пользы от приёма глюкозамина при остеоартрозе.
Метаанализ глюкозамина для лечения остеоартроза, проведённый «Кокраном» в 2005 году, показал, что только глюкозамин марки Rotta превосходит плацебо в лечении боли и функциональных нарушений, вызванных симптоматическим остеоартрозом. Однако, если отбросить низкокачественные старые и рассмотреть только высококачественные исследования, разницы с плацебо не было. Авторы второго обзора клинических испытаний глюкозамина, проведённого в 2005 году и опубликованного в журнале Annals of Pharmacotherapy, пришли к выводу, что «имеющиеся данные свидетельствуют о том, что глюкозамина сульфат может быть эффективным и безопасным средством для замедления прогрессирования и улучшения симптомов остеоартроза коленного сустава».
В систематическом обзоре, проведённом в 2007 году, было обнаружено, что эффект от приёма глюкозамина был самым высоким в исследованиях, финансируемых промышленностью, и самым низким в независимых исследованиях. Такая неоднородность может объясняться предвзятостью. Альтернативное объяснение может заключаться в том, что две общедоступные формы, сульфат и гидрохлорид, хотя и используются как взаимозаменяемые широкой публикой и даже медицинским сообществом, по-видимому, оказывают разное фармакологическое действие in vivo. В другом обзоре доступных исследований того же года был сделан вывод о существовании «убедительных доказательств» того, что глюкозамина сульфат (но не гидрохлорид) замедляет прогрессирование остеоартроза коленного и тазобедренного суставов. Этот вывод был подтверждён метаанализом девятнадцати исследований глюкозамина, проведённым в 2013 году. При этом ни одна из форм глюкозамина не оказалась значительно эффективнее плацебо в плане улучшения симптомов. Сульфат глюкозамина показал эффективность в улучшении физической функции коленного сустава при остеоартрозе, измеряемой индексом Лекена в исследованиях, которые длились более 24 месяцев.
В 2006 году Национальные институты здоровья США (National Institutes of Health, NIH) профинансировали 24-недельное многоцентровое клиническое исследование (исследование GAIT, «Влияние глюкозамина и хондроитина на артрит») стоимостью 12,5 миллиона долларов для изучения эффекта хондроитина сульфата, глюкозамина гидрохлорида, хондроитина/глюкозамина в комбинации и целекоксиба в качестве лечения боли в колене у двух групп пациентов с остеоартрозом коленного сустава: пациенты с лёгкой болью (n = 1229) и пациенты с умеренной и сильной болью (n = 354). В результате объединения и анализа данных обеих групп не было выявлено статистически значимой разницы между группами, принимавшими глюкозамина гидрохлорид, хондроитина сульфат, глюкозамин/хондроитин, и группами, принимавшими плацебо или положительный контроль (рецептурный анальгетик целекоксиб). Авторы исследования проанализировали группу с умеренной и сильной болью. Было обнаружено, что в этих группах комбинация глюкозамина и хондроитина более эффективно снимала боль, чем положительный контроль: 79 % участников группы глюкозамина сообщили о снижении боли по крайней мере на 20 % по сравнению с 70 % для целекоксиба и только 54 % сообщили о таком же снижении в группе плацебо. Однако исследователи предупреждают, что, учитывая небольшой размер подгруппы, эти выводы должны быть подтверждены в ходе дальнейших исследований. Несмотря на свой размер и дизайн, исследование GAIT, возможно, имело и ряд важных ограничений. Если рассматривать всю когорту, то ни один из методов лечения не оказался значительно лучше (или хуже), чем плацебо, в улучшении показателей боли и функции коленного сустава по шкале WOMAC (Western Ontario and McMaster University Osteoarthritis Index). Другими словами, из-за включения плацебо и положительного контроля, а также того факта, что примерно 60 % пациентов каждой группы достигли одинакового уровня улучшения, трудно сделать какие-либо выводы об эффективности или неэффективности глюкозамина при лечении остеоартроза коленного сустава.
Согласно результатам последующего исследования, проведённого в 2008 году, 572 пациента из исследования GAIT продолжали принимать добавки в течение двух лет. После двух лет приёма глюкозамина и хондроитина сульфата (отдельно или в комбинации) не было выявлено никакого преимущества в замедлении разрушения хряща с точки зрения ширины суставного пространства по сравнению с плацебо или целекоксибом. Как и в оригинальном исследовании GAIT, это повторное исследование было осложнено неожиданными результатами, которые не позволили сделать однозначный вывод о влиянии глюкозамина на замедление прогрессирования остеоартроза. Несмотря на то что в группе глюкозамина сужение суставного пространства различалось менее чем на одну десятую (0,013 мм) по сравнению с группой плацебо (0,166 мм), ни в одной из групп не произошло сужения суставного пространства до той степени, которой ожидали исследователи (0,4 мм) в течение двухлетнего периода на основании более ранних исследований прогрессирования остеоартроза. Таким образом, хотя исследователи справедливо заключили, что ни один из методов лечения в этом исследовании не привёл к «клинически значимому уменьшению» ширины суставного пространства, ни у одного из участников не наблюдалось клинически значимого прогрессирования заболевания в течение периода исследования. Результаты другого двухлетнего исследования с участием 662 пациентов из исследования GAIT, опубликованные в 2010 году, не показали ни значительного уменьшения боли, ни улучшения функции при сравнении глюкозамина и/или хондроитина с плацебо, однако положительный контроль также не показал значительных результатов по сравнению с плацебо в этом исследовании.

## Качество клинических исследований добавок с глюкозамином и хондроитином
Глюкозаминовые добавки широко используются для лечения заболеваний суставов как у людей, так и у животных, что иногда подтверждается клиническими исследованиями.
Однако в докладе авторов, проводивших уже упомянутый метаанализ 2008—2009 годов, рассматривающий все существующие исследования эффективности глюкозаминовых препаратов и добавок для лошадей, на IV Европейском конгрессе по питанию и здоровью лошадей (2008) делается вывод, что исследования добавок на основе глюкозамина по крайней мере для лошадей пока «не дали существенных доказательств функциональности этих продуктов для данного вида» и что почти все изученные ими исследования имели недостатки.
Наиболее распространённые из них следующие.
- Отсутствие проверки соответствия количества и состояния активных ингредиентов их описанию («хорошо известная особенность нутрицевтической индустрии — непоследовательный контроль качества»).
- Игнорирование известных исследований в этой области и стандартных мер предосторожности, таких как учёт концентрации в плазме крови.
- Во многих исследованиях либо отсутствует надёжная контрольная группа, либо контрольная группа некорректно контролируется, либо исходные данные неадекватны, что не позволяет сделать достоверный вывод о предполагаемой пользе продукта. Контроль является важной частью таких исследований, и авторы замечают, что «многие случаи хромоты улучшаются со временем без какого-либо лечения вообще. Это предполагает, что нулевая гипотеза, проверенная в этом исследовании, имеет серьёзные шансы быть отвергнутой даже в отсутствие какого-либо лечения» и что «отсутствие такого контроля не оставляет авторам и читателям возможности отделить эффект отрастания и/или упражнений от влияния глюкозамина»[6].

Дэвид Марлин, в прошлом старший научный сотрудник и руководитель отдела физиологии в Animal Health Trust в Англии, на своём сайте прокомментировал данные о доказательной базе, касающейся добавок на основе глюкозамина для людей и животных, включая список исследований, проведённых с 2009 года. По состоянию на 2016 год он указывает на существование определённой степени доказательств пользы добавок, и заключает, что «при условии, если пероральные добавки для суставов малоэффективны или вообще не эффективны, мы могли бы считать, что их использование по крайней мере позволяет владельцам чувствовать, что они делают что-то положительное для своих животных и что любое улучшение может быть связано с эффектом плацебо, поэтому риск невелик». Однако на фоне этого он подчёркивает опасения по поводу передозировки, а также того, что продукты из акульего хряща могут способствовать развитию воспаления, а не уменьшать его, поскольку в процессе их производства обнаружено использование стероидов. Он также утверждает, что при детальном рассмотрении исследования продолжают вызывать опасения по тем же причинам, что и в исследовании 2008—2009 годов:
«…в основе этих ошибок лежат такие простые причины, как отсутствие контрольных групп, отсутствие ослепления (использование плацебо), недостаточная мощность (недостаточное количество испытуемых для демонстрации значимого эффекта, даже если бы он присутствовал) и неправильная статистика (например, множественные t-тесты без коррекции или использование параметрической статистики для ненормально распределённых данных). Наконец, если исследование удовлетворяет всем необходимым критериям, мы все равно можем получить статистически значимый, но биологически незначимый результат, например значимое увеличение амплитуды движения в суставе на 1 %… …инвестиции в исследования и разработки будут в лучшем случае скромными, а в большинстве случаев и вовсе отсутствовать. Эффективность различных пероральных добавок для суставов будет зависеть от используемых ингредиентов и их индивидуальной эффективности, количества различных ингредиентов, уровня подачи активных ингредиентов, а также от того, соответствует ли готовый продукт, продаваемый на полке, заявленным на этикетке характеристикам».

### Дальнейшие метаисследования
В связи с противоречиями, вызванными этими результатами, были проведены дополнительные метаанализы в попытке оценить эффективность глюкозамина. В обзоре 2009 года было обнаружено мало доказательств того, что глюкозамин лучше плацебо справляется с дегенеративными изменениями в суставном хряще. В одном из исследований, опубликованном в 2010 году в British Medical Journal (BMJ), был сделан следующий вывод: «По сравнению с плацебо глюкозамин, хондроитин и их комбинация не уменьшают боль в суставах и не влияют на сужение суставного пространства. Органы здравоохранения и медицинские страховые компании не должны покрывать расходы на эти препараты, и следует воздержаться от новых назначений пациентам, которые не получали лечение».
Однако эти выводы разделяют не все исследователи в данной области, в частности авторы метаанализа BMJ 2010 года подверглись критике за плохую методологию, поскольку включили в свой анализ слишком много непохожих друг на друга исследований. В ходе последующего обсуждения редакторы BMJ пришли к выводу, что, хотя они по-прежнему поддерживают общие результаты исследования, они больше не согласны с конкретными выводами о том, что глюкозамин и хондроитин не должны рекомендоваться органами здравоохранения или компенсироваться медицинскими страховщиками, заявив, что эти утверждения «не были напрямую подтверждены данными [авторов]».
Тем не менее в 2012 году Управление по контролю качества пищевых продуктов и лекарственных средств США (Food and Drug Administration, FDA) сохранило свою позицию (впервые опубликованную в обширном письме 2004 года), согласно которой нет достоверных научных данных, подтверждающих предложенные утверждения о пользе глюкозамина и хондроитина сульфата для здоровья и снижении риска остеоартроза, дегенерации суставов и разрушения хряща.
Также в 2012 году в обзоре, посвящённом противоречивым клиническим данным об эффективности глюкозамина, были сделаны следующие заключения: 1) «…глюкозамина сульфат демонстрирует эффект, превосходящий (или по крайней мере равный) обычно используемым анальгетикам или нестероидным противовоспалительным препаратам, но не имеет редких или побочных эффектов» и 2) в большинстве клинических исследований, в которых оценивался глюкозамин, сообщалось о значительном количестве испытуемых, у которых не наблюдалось улучшения состояния на фоне лечения, что ставит под сомнение пользу глюкозамина.
В 2014 году Университет Сулии (La Universidad del Zulia; Маракайбо, Венесуэла) при финансовой поддержке Совета по технологическому, гуманитарному и научному развитию при правительстве Венесуэлы провёл обзор и анализ, в результате которых было сделано заключение, что перевес имеющихся данных указывает, что глюкозамин, особенно в форме сульфата, оказывает болезнь-модифицирующее действие и обеспечивает симптоматическое облегчение по крайней мере для некоторых людей, страдающих от остеоартроза. В отчёте глюкозамин отнесён к категории симптоматических препаратов медленного действия для лечения остеоартроза (Symptomatic slow acting drugs for osteoarthritis, SYSADOA) и указано следующее: «Несмотря на необходимость дальнейших исследований, глюкозаминовые добавки уже более чем достаточно доказали свою очевидную пользу при оценке соотношения риска и пользы, и они должны оставаться основополагающими компонентами терапии остеоартроза».
Согласно метаанализу, опубликованному в декабре 2014 года Институтом Паркера (Копенгаген, Дания) при поддержке Фонда Оука, глюкозамина сульфат, но не глюкозамина гидрохлорид, действительно оказывает значительное влияние на боль при остеоартрозе, но только при использовании одной конкретной марки. После того как размер этого эффекта был скорректирован с учётом предвзятости и неоднородности, он стал клинически незначимым.

### Сводка результатов
Было проведено множество рандомизированных контролируемых исследований с неоднозначными результатами.
- В 2007 году Райхенбах и другие[40][41], используя явные методы, провели и сообщили[42] о систематическом обзоре 20 исследований, придя к такому выводу: «Крупномасштабные, методологически обоснованные исследования показывают, что симптоматическая польза от хондроитина минимальна или отсутствует. Поэтому от использования хондроитина в рутинной клинической практике следует отказаться».
- Также в 2007 году Брюйер и другие[24], не используя чёткую методику анализа исследований, пришли к выводу, что «существуют убедительные доказательства того, что глюкозамина сульфат и хондроитина сульфат могут препятствовать прогрессированию остеоартроза».

Эффективность глюкозамина вызывает споры. Большинство последних обзоров показали, что его эффективность равна или лишь немного лучше, чем у плацебо. Возможно, существует разница между глюкозамина сульфатом и глюкозамина гидрохлоридом, при этом глюкозамина сульфат показывает преимущество, а глюкозамина гидрохлорид — нет. ОARSI рекомендует прекратить приём глюкозамина, если через шесть месяцев не будет наблюдаться никакого эффекта, а Национальный институт здравоохранения и усовершенствования медицинского обслуживания (National Institute for Clinical Excellence, NICE) не рекомендует использовать этот препарат, хотя Фонд борьбы с артритом (Arthritis Foundation) сравнивает эффективность глюкозамина с традиционной терапией НПВС. Несмотря на сложности с определением эффективности глюкозамина, по мнению некоторых экспертов, он остаётся жизнеспособным средством лечения.
Хондроитин не рекомендуется использовать для лечения остеоартроза.

## Рекомендации, предшествующие недавним исследованиям
До публикации отрицательного обзора Райхенбаха и неоднозначного исследования GAIT руководства по клинической практике рекомендовали использование хондроитина. ОARSI рекомендовало хондроитина сульфат в качестве второго по эффективности средства для лечения умеренных случаев остеоартроза (хотя рекомендации были опубликованы в 2008 году, разработчики закрыли дату поиска в январе 2006 года, до проведения испытания GAIT). В 2003 году Европейская лига против ревматизма (European Alliance of Associations for Rheumatology, EULAR) поддержала полезность хондроитина сульфата в лечении остеоартроза коленного сустава и присвоила этому препарату наивысший уровень доказательности 1A и степень убедительности рекомендаций A.

## Исследование GAIT (2006—2010 гг.)
Основное исследование, включённое в два упомянутых ранее обзора, «Влияние глюкозамина и хондроитина на артрит», или испытание GAIT. GAIT финансировалось Национальным институтом здравоохранения для проверки влияния хондроитина и глюкозамина на остеоартроз коленного сустава. Результаты исследования были опубликованы в 2006 году, затем в 2008 и 2010 годах. Многоцентровое двойное слепое плацебо-контролируемое шестимесячное исследование показало, что глюкозамин в сочетании с хондроитином не оказали статистически значимого влияния на симптомы остеоартроза у пациентов. В исследование, помимо плацебо, также был включён активный контроль, одобренный FDA, — рецептурный анальгетик целекоксиб. Исследователи обнаружили, что состояние пациентов, принимавших активный контрольный препарат, было не лучше и не хуже, чем у тех, кто принимал глюкозамин, глюкозамин и хондроитин в комбинации или плацебо.
Однако в подгруппе с умеренной и сильной болью комбинация хондроитина и глюкозамина оказалась клинически более эффективной в лечении боли (у 25 % пациентов), чем целекоксиб или хондроитин и глюкозамин, принимаемые по отдельности. Из-за небольшого размера выборки в подгруппе (около 250 человек) исследователи пришли к выводу, что этот факт нуждается в дальнейшем подтверждении. Исследование также показало, что сульфат хондроитина не оказывает существенного влияния на уменьшение отёка суставов, уменьшение объёма суставной жидкости или и того и другого. Эти результаты свидетельствуют о том, что глюкозамин и хондроитин не эффективно снимают боль в общей группе пациентов с остеоартрозом, хотя могут быть эффективным средством лечения для тех пациентов, кто испытывает умеренную или сильную боль.
В последующем исследовании 572 пациента из исследования GAIT продолжали принимать добавки в течение двух лет. После двух лет приёма глюкозамина и хондроитина сульфата по отдельности или в комбинации не было выявлено никакого преимущества в замедлении разрушения хряща в плане ширины суставного пространства по сравнению с плацебо. Однако ни в одной группе пациентов — ни при приёме плацебо, ни при приёме глюкозамина отдельно или в комбинации — не наблюдалось уменьшения ширины суставного пространства даже в два раза по сравнению с ожидаемым в ходе данного исследования, что затрудняет оценку клинической эффективности какого-либо лечения в отношении прогрессирования остеоартроза.
В другом исследовании, продолжавшемся два года, не было отмечено значительного уменьшения боли или улучшения функции по сравнению с неактивным плацебо или целекоксибом. Некоторые связи исследователей с компанией Pfizer (которая производит целекоксиб) поставили под сомнение достоверность исследования.
Ведущий автор исследования GAIT, доктор медицины Аллен Д. Савицкий выразил своё разочарование неожиданно неоднозначными результатами исследования, отметив в интервью Arthritis Foundation, что из-за существенных ограничений, таких как небольшой размер выборки, исследование GAIT, вероятно, не имело достаточной мощности, чтобы определить, являются ли глюкозамин и хондроитин эффективными средствами лечения остеоартроза коленного сустава.

## Исследование LEGS (2007—2011 гг.)
Исследование «Долгосрочная оценка глюкозамина сульфата» (LEGS) проводилось с 2007 по 2011 год с целью выяснить, являются ли глюкозамина сульфат, хондроитина сульфат или их комбинация эффективными средствами лечения хронической боли в колене, вызванной остеоартрозом. В течение двух лет под наблюдением находились 502 пациента из 605, включённых в исследование. Основные результаты-— прогрессирование заболевания, которое измерялось по сужению суставного пространства и боли в колене. Комбинированное лечение привело к небольшому, но статистически значимому (0,1 мм) сужению суставного пространства за два года по сравнению с плацебо, но не было выявлено различий в сужении суставного пространства между этой группой и другими группами лечения, а также различий между группами по изменению боли в колене. Существенной симптоматической пользы от этих добавок выявлено не было, и для проверки эффективности обеих добавок в совокупности потребуется более длительное исследование.